# Ndoe jezik
Ndoe jezik (ISO 639-3: nbb), nigersko-kongoanski jezik kojim govori 7 340 ljudi (2000) u nigeriskoj državi Cross River. Postoje dva dijalekata ekparabong (akparabong) i balep (anep, anyep) kojim govore plemena Ekparabong i Anep, a pripada južnobantoidnoj podskupini ekoid.

## Vanjske poveznice
- Ethnologue (14th)
- Ethnologue (15h)